# Empecta cambouei
Empecta cambouei är en skalbaggsart som beskrevs av Anton Franz Nonfried 1892. Empecta cambouei ingår i släktet Empecta och familjen Melolonthidae. Inga underarter finns listade i Catalogue of Life.